# Sloterdijk (Amsterdam)
Pour les articles homonymes, voir Sloterdijk.
Sloterdijk est un village de la province de Hollande-Septentrionale aux Pays-Bas. Elle fait partie de la commune d’Amsterdam.
Il est situé à 3 km au nord ouest de la ville d'Amsterdam. Sloterdijk est également le nom de la banlieue dans laquelle le village est situé.